# Eugénio Correia da Conceição Silva
Eugénio Correia da Conceição Silva OA (Santa Isabel, Lisboa, 1 de Maio de 1903 — Lisboa, 26 de Abril de 1969), mais conhecido por Comandante Conceição Silva, foi um militar da Armada Portuguesa e astrónomo amador e astrofotógrafo de renome internacional. A partir de 1932 foi colocado como professor da Escola Naval, onde durante 36 anos leccionou, entre outras, as disciplinas de Astronomia, Navegação e Matemática Geral.

## Biografia
Foi filho de António Tomás da Conceição Silva, professor de desenho e pintor.
Com apenas 17 anos de idade ingressou, a 15 de Novembro de 1920, na Escola Naval como aspirante da Marinha de Guerra Portuguesa. Completou o curso de Marinha da Escola Naval em 1923.
Concluída a sua formação básica, embarcou em diversos navios da Armada Portuguesa, entre os quais o transporte  NRP Pêro de Alenquer e o cruzador NRP República. A bordo deste último realizou uma comissão de serviço no Extremo Oriente, com base em Macau. Fez também parte da guarnição do navio NRP João de Lisboa.
Enquanto oficial de guarnição, distinguiu-se no combate a incêndio que deflagrou a bordo do cruzador República quando aquele navio se encontrava nas imediações da ilha da Taipa, Macau. Teve também acção determinante na determinação das manobras necessárias para a salvaguarda do navio durante um violento tufão.
Especializou-se em artilharia, frequentando, com outros dois oficiais portugueses, um curso em Itália durante os anos de 1931 e 1932, no qual foi dos primeiros classificados. Durante o curso, embarcou no couraçado Giullio Cesare e em vários contratorpedeiros da Marinha Real Italiana, nos quais participou em inúmeros exercícios de tiro.
Concluída a especialização, em 1932 foi nomeado professor da Escola Naval, cargo que, com pouca interrupções, manteve durante 36 anos. Naquela escola superior militar ministrou, entre outras, as disciplinas de Artilharia e Balística, Navegação e Astronomia e Matemática.
A 5 de Outubro de 1934 foi feito Oficial da Ordem Militar de Avis.
Em 1948 foi nomeado director do Laboratório de Explosivos, cargo que exerceu durante muitos anos. Em consequência desta nomeação era por inerência vogal da Comissão de Explosivos do Ministério da Economia, cabendo-lhe analisar os casos mais complexos que eram presentes à Comissão.
Por sua iniciativa, foi fundada, na Direcção do Serviço de Material de Guerra e Tiro Naval, a Oficina de Óptica da Armada, cujas actividades técnicas o Comandante Conceição Silva acompanhava de perto, sendo o principal formador do seu pessoal na área da óptica.
Apaixonado pela astronomia desde a sua juventude, o Comandante Conceição Silva distinguiu-se como um dos mais notáveis astrónomos amadores e astrofotógrafos do seu tempo.
Ter-se-á iniciado na astronomia no ano lectivo de 1919/1920, ano durante o qual, paralelamente aos estudos preparatório para ingresso na Escola Naval, frequentou um curso livre de astronomia.
Entre 1945 e 1950, quando era professor na Escola Naval, construiu na sua casa sita no Bairro dos Oficias, no Alfeite, um pequeno observatório astronómico equipado por aparelhos por si construídos, aproveitando as excelentes condições propiciadas pela mata de pinheiros e acácias que circundava o referido bairro, resguardando-o da luminosidade urbana.
Com grande conhecimento nas principais áreas científico-tecnológicas da óptica e dotado de uma habilidade manual incomum, o Comandante Conceição Silva concebeu e construiu a maioria dos instrumentos que equipavam o seu observatório pessoal.
A excelência da concepção e execução dos seus equipamentos levaram a que fossem considerados como de grande qualidade por revistas da especialidade. Um dos seus telescópios, de 500 mm, foi considerado durante muitos anos como o melhor e o mais completo equipamento amador da Península Ibérica. A revista Aster, uma publicação espanhola de astronomia, considerou-o mesmo o melhor do mundo. Também as revistas L’Astronomie (Janeiro de 1951) e  Scientific American (Setembro de 1952) o mencionam, tecendo, comentários elogiosos às qualidades e desempenho do instrumento.
Para além de astrónomo amador, era um entusiasta da fotografia dos astros, tendo obtido imagens de enxames de estrelas, nebulosas e galáxias que mereceram a inclusão em diversas obras científicas e em revistas da especialidade. Nas décadas de 1940 e de 1950 realizou numerosas observações, sobretudo de estrelas variáveis e de estrelas duplas, obtendo excelentes fotografias.
Um conjunto de fotografias de nebulosas e galáxias mereceu-lhe o prémio de 1954 da Sociedade Astronómica de França, que lhe foi atribuído ex-aequo com o astrónomo francês Jean Texereaux. Em 1959 a Agrupacion Astronómica de Aster, de Barcelona, conferiu-lhe o seu galardão.
Na sequência de uma visita que fez ao Planetário de Nova Iorque, o Comandante Conceição Silva propôs a construção de um planetário em Lisboa, conseguindo para tal o apoio de Calouste Gulbenkian. O planetário, hoje denominado Planetário Calouste Gulbenkian, foi inaugurado em 1965, tendo Eugénio Conceição Silva como seu primeiro director, cargo que exerceu até falecer. São de sua autoria os textos das primeiras sessões públicas que ali se realizaram.
Já depois da sua morte, o Planetário Calouste Gulbenkian foi enriquecido com a doação da biblioteca de Conceição Silva, que incluía obras raras sobre astronomia, dos instrumentos por ele fabricados e dos originais de trabalhos da sua autoria, incluindo numerosas fotografias de astros. O seu telescópio de 500 mm está em exposição no Planetário Calouste Gulbenkian, em Lisboa, integrado numa exposição permanente sobre a sua vida e obra.
Com o objectivo de permitir a iniciação ao tema, escreveu diversos artigos para a revista portuguesa de divulgação Átomo e publicou o livro O Sistema Solar, incluído na clássica Colecção Cosmos, então dirigida por Bento de Jesus Caraça. Também orientou e prefaciou a publicação da tradução portuguesa da obra Astronomia, de Karl Stumpf. Desta sua acção de divulgação resulta ser considerado o pai da astronomia amadora em Portugal, tendo contribuído para o aparecimento de diversos astrónomos amadores.
Foi membro de diversos institutos estrangeiros de astronomia, entre as quais a Sociedade Astronómica Internacional e a Sociedade Astronómica de França, da qual foi eleito membro perpétuo. Foi sócio da Sociedade de Geografia de Lisboa. Participou em diversas reuniões e congressos internacionais.
Casou em 1928 com Maria Helena George, com a qual teve dois filhos: Guilherme George da Conceição Silva, militar da Armada e político, um dos militares do MFA, presidente da Comissão de Extinção da PIDE/DGS e Secretário de Estado da Comunicação Social; e Tomás George da Conceição Silva oficial da Força Aérea, Chefe de Estado Maior da Força Aérea e Ministro da República nos Açores.
Em 2000 foi concluída a reconstrução, com a colaboração da Associação Portuguesa de Astrónomos Amadores, de um observatório astronómico situado no recinto do Museu de Marinha, em Lisboa, a que foi dado o nome de Observatório Comandante Eugénio Conceição Silva. A inauguração foi incluída nas comemorações do 35.º aniversário do Planetário Calouste Gulbenkian.
É patrono da Escola Básica 2,3 Comandante Conceição e Silva, sita na Cova da Piedade, Almada, nas imediações da Base Naval do Alfeite, onde se situa a Escola Naval e onde viveu o Comandante Conceição Silva. É também homenageado na toponímia daquela localidade.

## Principais obras
- "A rotação da Terra". Átomo, 1950;
- "Vamos construir um telescópio? I". Átomo, 1950;
- "Vamos construir um telescópio? II". Átomo, 1950;
- "Vamos construir um telescópio? III". Átomo, 1950;
- "O observatório astronómico do Alfeite. Obra admirável de um amador que construiu o maior telescópio existente em Portugal". Átomo, 1950;
- "Vamos construir um telescópio? IV". Átomo, 1950;
- "Vamos construir um telescópio? VI". Átomo, 1951;
- "A visita ao observatório astronómico do Alfeite". Átomo, 1951;
- "A segunda visita promovida por "Átomo" ao observatório do Alfeite". Átomo, 1951;
- "Construção de oculares. I". Átomo, 1951;
- "Visitas de "Átomo" ao observatório do Alfeite". Átomo, 1952;
- "Viagens interplanetárias. I - Fantasias e realidades". Átomo, 1953;
- "Viagens interplanetárias. II - Métodos clássicos, foguetões e fontes de energia". Átomo, 1953;
- "Viagens interplanetárias. III - Considerações finais ou uma hipótese que se mantém sem resposta imediata". Átomo, 1953;
- "Mercúrio passou em frente ao Sol". Átomo, 1953;
- O Sistema Solar. Lisboa: Biblioteca Cosmos, 74/75: 194pp, 1944.